# ニハト・カフヴェジ
ニハト・カフヴェジ（Nihat Kahveci, 1979年11月23日 - ）は、トルコ・イスタンブール出身の元サッカー選手、現サッカー指導者。トルコ代表であった。ポジションはFW。『カフヴェジ』はトルコ語でコーヒー農家の意。

## 選手経歴

### クラブ

#### ベシクタシュJK
トルコの名門ベシクタシュJKの下部組織出身であり、1996-97シーズンにHürser Mustafa Cindir監督に見出された。1997-98シーズン、17歳の時にジョン・トシャック監督が率いるトップチームに合流し、11試合に出場して2得点を挙げた。1998-99シーズンにはレギュラーに定着した。

#### レアル・ソシエダ
2002年1月、スペイン・リーガ・エスパニョーラのレアル・ソシエダに移籍し、トシャック監督と再会した。2002-03シーズン、レイノー・ドゥヌエ監督に導かれたチームは優勝争いに最後まで絡み、レアル・マドリードに勝ち点2差の2位に躍進した。自身は23得点を挙げ、ロイ・マカーイ（29得点）に次ぐ得点ランキング2位タイ（ロナウドと同得点数）に食い込み、リーグ最優秀外国人選手賞を受賞した。セルビア代表のダルコ・コバチェビッチと息の合った連携を見せてふたりで43得点をマークし、彼らの身長差（ニハトは175cm、コバチェヴィッチは187cm）からスポーツジャーナリストのフィル・ボール (Phil Ball) にLittle and largeというコンビ名を付けられた。2003-04シーズンはUEFAチャンピオンズリーグに出場し、得点こそ挙げられなかったが、グループリーグのガラタサライSK戦でアシストを決めるなどして決勝トーナメント進出に貢献した。2004-05シーズン、ホームで行われたアスレティック・ビルバオとのバスクダービーでは2点を先制された後に同点に追いつく2ゴールを決め、劇的な勝利を演出した。しかしその後は怪我に悩まされ、満足なパフォーマンスを見せられずにいた。ソシエダでは通算でリーグ戦115試合に出場して57得点を挙げた。

#### ビジャレアルCF
2006年5月16日、ビジャレアルCFと5年契約を結んだ。フリートランスファーのため移籍金は発生していない。2006-07シーズンは負傷で長期離脱し、9試合の出場（1得点）に終わった。
2007-08シーズンはコンディションを整え、ジュゼッペ・ロッシとともに攻撃の核となり、リーグ戦で18得点を挙げてリーグ戦2位躍進の原動力となった。2008年5月のヘタフェCF戦では、産まれたばかりの娘に捧げる2得点を決めた。2008年6月にはUEFA EURO 2008に出場して負傷したが、2008-09シーズンはそれらの怪我に悩まされ、19試合（764分間）に出場したが1得点も挙げられなかった。

##### ベシクタシュJK復帰、引退
2009年6月27日、古巣のベシクタシュへ完全移籍した。しかしトルコ復帰は満足いくものではなく、2シーズンでリーグ戦34試合に出場してわずか3得点にとどまった。2011年4月25日、新しくベシクタシュJKのアイドルとなったリカルド・クアレスマとピッチ上で口論となり、チームメイトとの仲が険悪になった。5月18日、ベシクタシュJKはニハトとの契約を解除した。
2012年1月に現役引退を表明した。

### 代表
2000年10月7日のスウェーデン戦でトルコ代表デビューし、2001年10月6日の2002 FIFAワールドカップ・ヨーロッパ予選・モルドバ戦 (3-0) で初得点を挙げた。

#### 2002 FIFAワールドカップ
2002年に日本と韓国で共催された2002 FIFAワールドカップのメンバーにも名を連ね、グループリーグ第2戦のコスタリカ戦 (1-1) の79分にユルドゥライ・バシュテュルクとの交代で途中出場した。決勝トーナメント1回戦の日本戦 (1-0) では、得点を挙げたウミト・ダヴァラと試合終了間際に交代して出場した。ニハトの出場機会は2試合の途中出場しかなかったが、トルコ代表は3位決定戦でフース・ヒディンク監督率いる韓国を3-2で破って3位であった。

#### 2002-2008
UEFA EURO 2004予選ではマケドニア共和国戦（2試合で2得点）とスロバキア戦で計3得点を挙げたが、トルコ代表はイングランドに次ぐグループ2位となり、プレーオフで敗れて本選出場はならなかった。2006 FIFAワールドカップ・ヨーロッパ予選ではカザフスタン戦とデンマーク戦で計2得点を挙げたが、ウクライナに次ぐグループ2位となり、プレーオフでスイスに敗れて本選出場はならなかった。

#### UEFA EURO 2008
UEFA EURO 2008予選では3得点を挙げたが、このうちボスニア・ヘルツェゴビナ戦での得点は本選出場を決定づける重要な得点となった。UEFA EURO 2008本大会では、グループリーグ2戦を終えてトルコとチェコが同勝ち点・同得点数で並んでおり、グループリーグ最終戦は両者の直接対決となった。残り30分の段階でトルコは0-2と劣勢だったが、75分にアルダ・トゥランが反撃の狼煙となる得点を挙げると、ニハトが87分と相手GKペトル・チェフのミスを逃さずに同点ゴールを決め、89分にペナルティエリア外から逆転ゴールを挙げて試合をひっくり返した。
準々決勝のクロアチア戦では負傷したエムレ・ベロゾールに代わってキャプテンマークを巻いたが、試合終了間際に右太股を負傷し、PK戦の勝利はベンチから眺めた。準決勝ドイツ戦への出場は叶わなかった。

## 指導者経歴
2012年7月6日、古巣ビジャレアルのユースチームコーチに就任した。

## プレースタイル
スピードに乗ったドリブル突破 や遠目からでも積極的に放つミドルシュート を得意とする。攻撃的なポジションならばどこでもプレーできるユーティリティーさを持ち合わせている。またフリーキックも得意である。

## 個人成績
| クラブ           | シーズン | 国内リーグ | 国内リーグ | 国内カップ | 国内カップ | 欧州カップ | 欧州カップ | 通算 | 通算 |
| クラブ           | シーズン | 出場       | 得点       | 出場       | 得点       | 出場       | 得点       | 出場 | 得点 |
| ---------------- | -------- | ---------- | ---------- | ---------- | ---------- | ---------- | ---------- | ---- | ---- |
| ベシクタシュJK   | 1997-98  | 11         | 2          | 0          | 0          | 0          | 0          | 11   | 2    |
| ベシクタシュJK   | 1998-99  | 28         | 7          | 0          | 0          | 0          | 0          | 28   | 7    |
| ベシクタシュJK   | 1999-00  | 32         | 7          | 0          | 0          | 0          | 0          | 32   | 7    |
| ベシクタシュJK   | 2000-01  | 32         | 5          | 2          | 0          | 0          | 0          | 34   | 5    |
| ベシクタシュJK   | 2001-02  | 15         | 6          | 4          | 2          | 2          | 2          | 17   | 7    |
| ベシクタシュJK   | 通算     | 114        | 27         | 6          | 1          | 2          | 2          | 122  | 30   |
| レアル・ソシエダ | 2001-02  | 11         | 1          | 4          | 1          | 0          | 0          | 15   | 2    |
| レアル・ソシエダ | 2002-03  | 35         | 23         | 0          | 0          | 0          | 0          | 35   | 23   |
| レアル・ソシエダ | 2003-04  | 32         | 14         | 0          | 0          | 8          | 0          | 40   | 14   |
| レアル・ソシエダ | 2004-05  | 23         | 13         | 0          | 0          | 0          | 0          | 23   | 13   |
| レアル・ソシエダ | 2005-06  | 32         | 7          | 0          | 0          | 0          | 0          | 32   | 7    |
| レアル・ソシエダ | 通算     | 133        | 58         | 4          | 1          | 8          | 0          | 145  | 59   |
| ビジャレアルCF   | 2006-07  | 9          | 0          | 0          | 0          | 0          | 0          | 9    | 0    |
| ビジャレアルCF   | 2007-08  | 34         | 18         | 3          | 2          | 6          | 4          | 43   | 24   |
| ビジャレアルCF   | 2008-09  | 19         | 0          | 0          | 0          | 4          | 0          | 23   | 0    |
| ビジャレアルCF   | 通算     | 62         | 18         | 3          | 2          | 6          | 4          | 71   | 24   |
| ベシクタシュJK   | 2009-10  | 23         | 3          | 3          | 2          | -          | -          | 26   | 5    |
| ベシクタシュJK   | 2010-11  | 11         | 0          | 2          | 0          | 6          | 4          | 19   | 4    |
| ベシクタシュJK   | 通算     | 34         | 3          | 5          | 2          | 6          | 4          | 45   | 9    |
| 通算             | 通算     | 272        | 106        | 13         | 4          | 14         | 6          | 299  | 116  |

## 代表歴

### 出場大会
- トルコ代表
  - 2002 FIFAワールドカップ

### 試合数
- 国際Aマッチ 69試合 19得点（2000年-2010年）[24]

| トルコ代表 | 国際Aマッチ | 国際Aマッチ |
| 年         | 出場        | 得点        |
| ---------- | ----------- | ----------- |
| 2000       | 2           | 0           |
| 2001       | 5           | 1           |
| 2002       | 10          | 2           |
| 2003       | 8           | 3           |
| 2004       | 11          | 3           |
| 2005       | 3           | 0           |
| 2006       | 8           | 3           |
| 2007       | 4           | 2           |
| 2008       | 8           | 3           |
| 2009       | 5           | 0           |
| 2010       | 5           | 2           |
| 通算       | 69          | 19          |

### 得点
| #   | 日時           | 場所                         | 相手                     | スコア | 結果 | 大会                                    |
| --- | -------------- | ---------------------------- | ------------------------ | ------ | ---- | --------------------------------------- |
| 1.  | 2001年10月6日  | キシナウ                     | モルドバ                 | 0–2    | 0–3  | 2002 FIFAワールドカップ・ヨーロッパ予選 |
| 2.  | 2002年8月21日  | トラブゾン                   | ジョージア               | 3–0    | 3–0  | 親善試合                                |
| 3.  | 2002年10月12日 | スコピエ                     | 北マケドニア             | 1–2    | 1–2  | UEFA EURO 2004予選                      |
| 4.  | 2003年6月7日   | ブラチスラヴァ               | スロバキア               | 0–1    | 0–1  | UEFA EURO 2004予選                      |
| 5.  | 2003年6月11日  | イスタンブール               | 北マケドニア             | 1–1    | 3–2  | UEFA EURO 2004予選                      |
| 6.  | 2003年8月20日  | アンカラ                     | モルドバ                 | 1–0    | 2–0  | 親善試合                                |
| 7.  | 2004年5月24日  | メルボルン                   | オーストラリア           | 0–1    | 0–1  | 親善試合                                |
| 8.  | 2004年10月9日  | イスタンブール               | カザフスタン             | 2–0    | 4–0  | 2006 FIFAワールドカップ・ヨーロッパ予選 |
| 9.  | 2004年10月13日 | コペンハーゲン               | デンマーク               | 1–1    | 1–1  | 2006 FIFAワールドカップ・ヨーロッパ予選 |
| 10. | 2006年5月26日  | ボーフム                     | ガーナ                   | 1–0    | 1–1  | 親善試合                                |
| 11. | 2006年6月2日   | リンブルフ州, シッタード     | アンゴラ                 | 2–1    | 3–2  | 親善試合                                |
| 12. | 2006年9月6日   | フランクフルト・アム・マイン | マルタ                   | 1–0    | 2–0  | UEFA EURO 2008予選                      |
| 13. | 2007年11月17日 | オスロ                       | ノルウェー               | 1–2    | 1–2  | UEFA EURO 2008予選                      |
| 14. | 2007年11月21日 | イスタンブール               | ボスニア・ヘルツェゴビナ | 1–0    | 1–0  | UEFA EURO 2008予選                      |
| 15. | 2008年5月25日  | ボーフム                     | ウルグアイ               | 2–1    | 2–3  | 親善試合                                |
| 16. | 2008年6月15日  | ジュネーヴ                   | チェコ                   | 2–2    | 3–2  | UEFA EURO 2008                          |
| 17. | 2008年6月15日  | ジュネーヴ                   | チェコ                   | 3–2    | 3–2  | UEFA EURO 2008                          |
| 18. | 2010年5月22日  | ニュージャージー州, ハリソン | チェコ                   | 2–0    | 2–1  | 親善試合                                |
| 19. | 2010年9月3日   | アスタナ                     | カザフスタン             | 0–3    | 0–3  | UEFA EURO 2012予選                      |

## タイトル

### クラブ
ベシクタシュJK
- テュルキエ・クパス 優勝 : 1997-98, 2010–11

レアル・ソシエダ
- リーガ・エスパニョーラ 2位 : 2002-03

ビジャレアルCF
- リーガ・エスパニョーラ 2位 : 2007-08

### 代表
トルコ代表
- FIFAワールドカップ 3位 : 2002
- FIFAコンフェデレーションズカップ 3位 : 2003
- UEFA欧州選手権 4位 : 2008